# AXN Spin

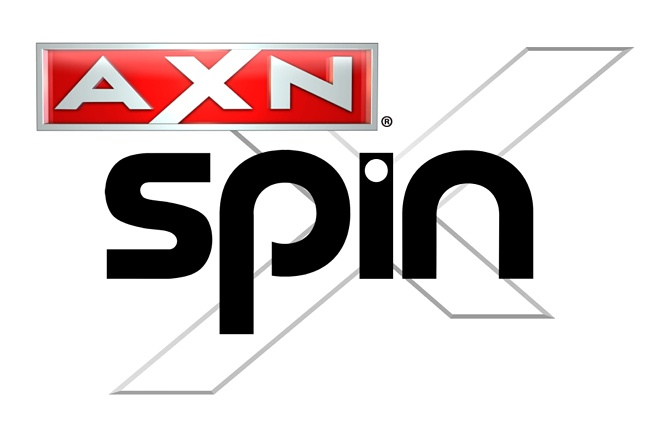
A csatorna korábbi logója

Az AXN Spin egy Sony Pictures Entertainment tulajdonában lévő európai televízióadó, az AXN társcsatornája, amely sorozatokat, filmeket, animéket, rajzfilmeket, realityket és valóságshowkat sugároz. Lengyelországban, Romániában, Szlovéniában, Horvátországban, Bosznia-Hercegovinában, Szerbiában, Montenegróban és Észak-Macedóniában érhető el.